# Dieter Posch (Politiker, 1960)

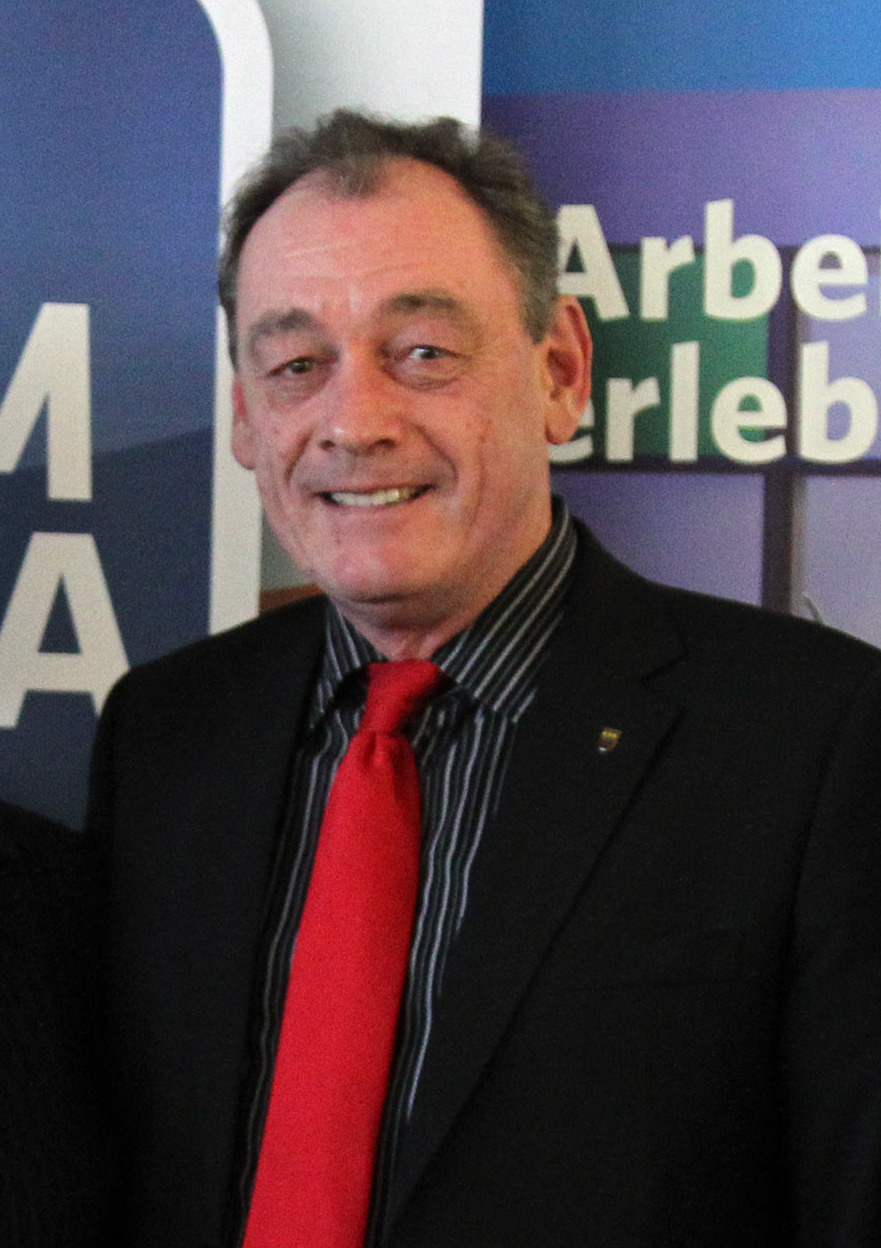
Dieter Posch (2012)

Dieter Posch (* 10. August 1960) ist ein österreichischer Politiker der Sozialdemokratischen Partei Österreichs (SPÖ). Seit 1997 ist er Bürgermeister der Marktgemeinde Neudörfl. Vom 17. Februar 2020 bis zum 6. Februar 2025 war er Abgeordneter zum Burgenländischen Landtag.

## Leben
Dieter Posch wurde als Sohn des Politikers Josef Posch geboren. 1997 folgte er Ernst Götz (SPÖ) als Bürgermeister der Marktgemeinde Neudörfl nach. In dieser Funktion ist er in Gremien und Organisationen wie dem Burgenländischen Müllverband, dem Abwasserverband Wiener Neustadt-Süd, der Kurkommission Bad Sauerbrunn, dem Leitha-Fischa-Wasserwerksverein, der Katzelsdorfer Konkurrenz, dem Leitha-Wasserverband IV, dem Tourismusverband Rosalia-Neufelder Seenplatte und dem Städtebund vertreten. Im Wasserleitungsverband Nördliches Burgenland war er bis Ende 2020 achtzehn Jahre lang zweiter Obmann-Stellvertreter.
2015 war er Kritiker der aus SPÖ und FPÖ gebildeten Landesregierung Niessl IV. Bei der vorgezogenen Landtagswahl im Burgenland 2020 kandidierte er im Landtagswahlkreis 3 (Bezirk Mattersburg) hinter Landesrat Christian Illedits und Claudia Schlager auf dem dritten Listenplatz. Am 17. Februar 2020 wurde er in der konstituierenden Sitzung der XXII. Gesetzgebungsperiode als Abgeordneter zum Burgenländischen Landtag angelobt, wo er Mitglied des Landes-Rechnungshofausschusses, des Finanz-, Budget- und Haushaltsausschusses sowie des Wirtschaftsausschusses wurde. Im SPÖ-Landtagsklub fungiert er als Bereichssprecher für Budget/Finanzen, Abfall- und Wasserwirtschaft sowie Integration.
Nach dem Rücktritt von Christian Illedits wurde Posch am 12. August 2020 von der SPÖ Burgenland als Illedits Nachfolger als Bezirksvorsitzender der SPÖ Mattersburg präsentiert. Posch übernahm den Vorsitz der SPÖ-Bezirksorganisation zunächst interimistisch, bei der Bezirkskonferenz am 11. September 2020 wurde er zum SPÖ-Vorsitzenden des Bezirkes Mattersburg gewählt. Am Landesparteitag im Mai 2022 wurde er zu einem der sieben Stellvertreter des Landesparteivorsitzenden Hans Peter Doskozil gewählt. Bei der Bürgermeisterwahl im Oktober 2022 wurde er für eine sechste Amtszeit als Bürgermeister gewählt. Im Oktober 2023 folgte ihm Thomas Hoffmann als Bezirksvorsitzender der SPÖ Mattersburg nach. Für die Landtagswahl 2025 verzichtete er auf eine Kandidatur.
Posch ist Rechnungsprüfer des Urban Forum Egon Matzner-Institut für Stadtforschung.
Im März 2025 heiratete er die Martinihof-Geschäftsführerin Luzia Eitzenberger.